# Aberto da República 2023
L'Aberto da República 2023 è stato un torneo maschile di tennis professionistico giocato sul cemento. È stata la 2ª edizione del torneo, facente parte della categoria Challenger 100 nell'ambito dell'ATP Challenger Tour 2023. Si è giocato al Iate Club de Brasília di Brasilia, in Brasile, dal 20 al 26 novembre 2023.

## Partecipanti

### Teste di serie
| Nazionalità | Giocatore                  | Ranking* | Testa di serie |
| ----------- | -------------------------- | -------- | -------------- |
| Cile        | Cristian Garín             | 88       | 1              |
| Cile        | Marcelo Tomás Barrios Vera | 106      | 2              |
| Bolivia     | Hugo Dellien               | 112      | 3              |
| Stati Uniti | Aleksandar Kovacevic       | 117      | 4              |
| Argentina   | Thiago Agustín Tirante     | 121      | 5              |
| Brasile     | Thiago Monteiro            | 131      | 6              |
| Stati Uniti | Nicolas Moreno de Alboran  | 153      | 7              |
| Argentina   | Guido Andreozzi            | 180      | 8              |
| Stati Uniti | Oliver Crawford            | 193      | 9              |

* Ranking al 13 novembre 2023.

### Altri partecipanti
I seguenti giocatori hanno ricevuto una wild card per il tabellone principale:
- João Fonseca
- Gilbert Klier Júnior
- Eduardo Ribeiro

I seguenti giocatori sono entrati in tabellone come alternate:
- Benjamin Lock
- Orlando Luz

I seguenti giocatori sono passati dalle qualificazioni:
- Alejandro Tabilo
- Gonzalo Bueno
- Pedro Sakamoto
- Fernando Romboli
- Ignacio Buse
- Wilson Leite

I seguenti giocatori sono entrati in tabellone come lucky loser:
- Mateus Alves
- Blaise Bicknell

## Punti e montepremi
| Torneo    | Torneo              | V      | F      | SF    | QF    | 2T    | 1T    | Q | Q2  | Q1  |
| Singolare | Punti               | 100    | 60     | 36    | 20    | 9     | 0     | 5 | 2   | 0   |
| Singolare | Premi in denaro ($) | 17 650 | 10 380 | 6 140 | 3 570 | 2 105 | 1 270 | – | 635 | 320 |
| Doppio    | Punti               | 100    | 60     | 36    | 20    | –     | 0     | – | –   | –   |
| Doppio    | Premi in denaro ($) | 7 590  | 4 400  | 2 645 | 1 570 | –     | 880   | – | –   | –   |

## Campioni

### Singolare
Alejandro Tabilo ha sconfitto in finale  Román Andrés Burruchaga con il punteggio di 6–3, 7–6(6).

### Doppio
Nicolás Barrientos /  André Göransson hanno sconfitto in finale  Marcelo Demoliner /  Rafael Matos con il punteggio di 7–6(3), 4–6, [11–9].